# Anacampta
Anacampta es un género de moscas de la familia Ulidiidae.

## Especies
- A. latiusculus
- A. morosa
- A. munda
- A. unimaculata